# Automne 67
Automne 67 est une maison d'édition de bande dessinée fondée en 1991.
Destinée à ses débuts à l'édition d'affiches sérigraphiées, elle se consacre aujourd'hui à la publication de livres. Automne 67 a édité la revue de science-fiction FUSÉE. Cette revue publiait dès 1996 la plupart des dessinateurs de bande dessinée contemporains (Lewis Trondheim, Killoffer, Stanislas, Sfar, Christophe Blain, Jochen Gerner etc.) avec des planches restées inédites pour la plupart. Cette maison d'édition, dirigée par Christophe Bouillet, a également publié L'ASTRONEF, première revue de Bande Dessinée vendue uniquement pour support numérique.